# Croy (bier)
Croy is een biermerk dat oorspronkelijk op het landgoed van het kasteel Croy werd gebrouwen.

## Geschiedenis
Historische documenten tonen aan dat op het kasteel Croy al eeuwenlang bier werd gebrouwen. Een dergelijk gebruik was niet uniek. Het begrip kastelein komt hiervandaan. Het oudste document hieromtrent dateert uit 1671, maar hierin wordt gewag gemaakt van een vervallen brouwketel, zodat hier vermoedelijk al veel eerder bier werd gebrouwen. De brouwerij werd in 1702 opnieuw opgestart door de toenmalige kasteelheer Johan Philips van Leefdael.
In 1795 werd begonnen met een brouwerij op het landgoed. De toenmalige baron van Croy, Johan Carel Gideon Van der Brugghen, nodigde brouwer Cornelis Prinsen in 1803 uit om de brouwerij te leiden. Deze heeft, samen met zijn zoons Martinus, Godefridus en Petrus, de brouwerij verder ontwikkeld. In 1857 kocht Martinus Prinsen een woonhuis in het centrum van Aarle-Rixtel en startte daar een logement en bierbrouwerij De Zwaan. Martinus was de oudste zoon van de kasteelbrouwer. Vervolgens nam de jongste zoon van Martinus, Henri Trudo, de brouwerij over. In 1930 wordt Stoombierbrouwerij De Zwaan door deze Henri geliquideerd. Zijn zoons hadden geen interesse in overname. Henri's oudste zoon, Johan, vestigt in de gebouwen een puddingpoederfabriek die in 1981 verhuisd naar Helmond.
Op het kasteel verscheen Gradus Nikkelen ten tonele, die ten zeerste bijdroeg aan het beheer van het kasteel en daardoor een vertrouweling van Freule Constance werd. Naar men beweert, heeft hij deze van oorsprong protestantse freule tot het katholieke geloof gebracht. Nikkelen werd zelfs tot erfgenaam benoemd indien het kasteel niet tot bejaardentehuis zou worden. Dat laatste is uiteindelijk wel degelijk gebeurd. Onder zijn leiding werd tot 1880 Croybier gebrouwen.

## Het huidige merk
Sedert 2004 wordt er weer Croybier verkocht, nu onder leiding van Jan Franken en Björn Stommels, die sinds de landelijke kastelendag het plan hadden opgevat om het Croybier weer op de markt te brengen. Jan Franken is eigenaar van het bedrijf Please Payroll, dat in het kasteel Croy gevestigd is. Boeren in de omgeving verbouwen gerst en hop. Het Croybier wordt verkocht via 'Brouwerij Gradus Nikkelen', maar de brouwerij die het daadwerkelijk brouwt bevindt zich niet op het landgoed Croy, maar staat in België. Het is Brouwerij Van Steenberge in Ertvelde. Het naastliggende restaurant "de Croyse Hoeve" werd in 2006 getroffen door een brand. De renovatie bracht de kans met zich mee om de brouwtraditie in ere te herstellen. Sinds 2007 wordt het Croybier dan ook weer gebrouwen op het landgoed Croy. De brouwerij bevindt zich in het restaurant. Door milieurestricties wordt het bier nog steeds gebotteld en verpakt in België.

## Producten
Er zijn twee soorten Croybier: Croy Dubbel (sinds 2004), en Croy blond, sinds 2005. Tevens worden er allerlei verzamelobjecten verkocht, zoals bierviltjes, glazen en dergelijke.